# آبشار گلوماچ
آبشار گلوماچ (به انگلیسی: Falls of Glomach) آبشاری است که در اسکاتلند واقع شده و ارتفاع کلی ریزشگاه آن ۱۱۳ متر (۳۷۱ فوت) است.